# Municipio de Northwood
El municipio de Northwood (en inglés: Northwood Township) es un municipio ubicado en el condado de Grand Forks en el estado estadounidense de Dakota del Norte. En el año 2010 tenía una población de 138 habitantes y una densidad poblacional de 1,54 personas por km².

## Geografía
El municipio de Northwood se encuentra ubicado en las coordenadas 47°42′52″N 97°33′34″O / 47.71444, -97.55944. Según la Oficina del Censo de los Estados Unidos, el municipio tiene una superficie total de 89.42 km², de la cual 89,42 km² corresponden a tierra firme y (0 %) 0 km² es agua.

## Demografía
Según el censo de 2010, había 138 personas residiendo en el municipio de Northwood. La densidad de población era de 1,54 hab./km². De los 138 habitantes, el municipio de Northwood estaba compuesto por el 97,83 % blancos, el 0,72 % eran amerindios y el 1,45 % eran de una mezcla de razas. Del total de la población el 0,72 % eran hispanos o latinos de cualquier raza.